# Война из-за свиньи
Война́ из-за́ свиньи́ (англ. Pig War), также известная как Эпизо́д со свиньёй (англ. Pig Episode), Война́ из-за́ свиньи́ и карто́шки (англ. Pig and Potato War), Пограни́чный спор на острова́х Сан-Хуа́н (англ. San Juan Boundary Dispute) и Северо-за́падный пограни́чный спор (англ. Northwestern Boundary Dispute) — конфронтация между США и Великобританией, начавшаяся 29 июля 1859 года из-за свиньи, застреленной в спорном районе на островах Сан-Хуан. Свинья стала единственной жертвой войны. 

## Предыстория
Подписанный 15 июня 1846 года Орегонский договор определил границу между США и Британской Северной Америкой на участке западнее Скалистых гор следующим образом: 
«… по сорок девятой параллели северной широты до середины пролива, отделяющего остров Ванкувер от материка, затем в южном направлении по середине упомянутого пролива, и по проливу Хуан-де-Фука до Тихого океана».
 Проблема заключалась в том, что понятие «середина пролива» могло быть определено двумя способами: через пролив Харо с западной стороны островов Сан-Хуан или же через пролив Розарио — с восточной.

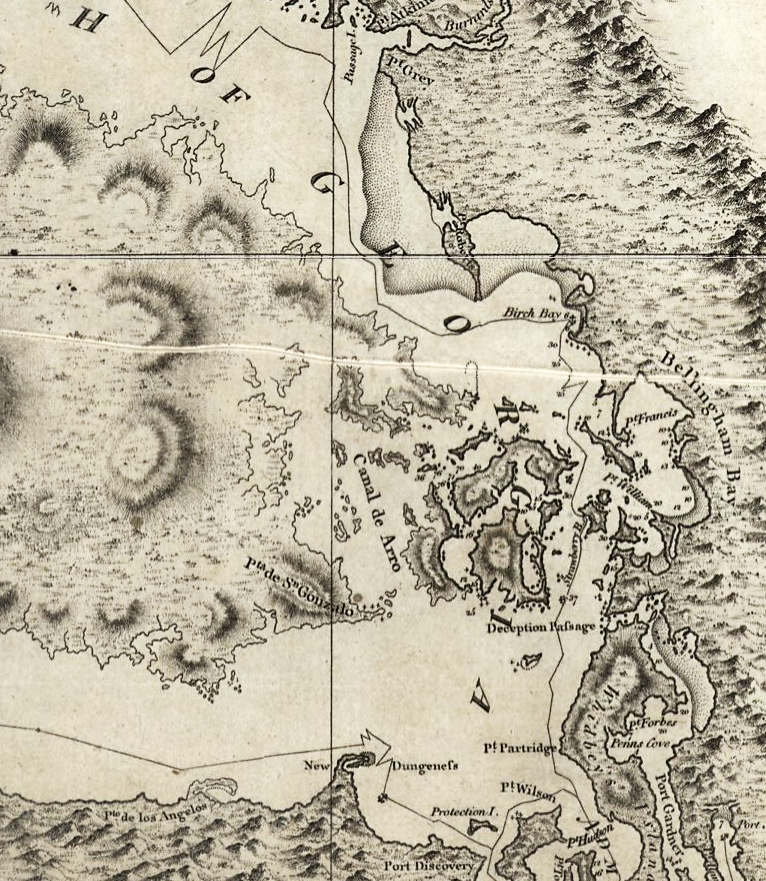
Карта, составленная Джорджем Ванкувером в 1798 году. Видно, что спорный регион изображён с большими неточностями

В 1846 году география региона была ещё не очень хорошо изучена. Основными доступными картами были те, что опубликовал в 1798 году Джордж Ванкувер, и те, что опубликовал в 1845 году Чарльз Уилкс. В обоих случаях карты были весьма неточны в зоне юго-восточного побережья острова Ванкувер и островов Галф, и потому точное прохождение пролива Харо было неизвестно.
В 1856 году США и Великобритания создали Комиссию по пограничным вопросам, которая должна была разрешить ряд вопросов касательно границы, включая границу по воде от пролива Джорджии до пролива Хуан-де-Фука. С британской стороны в комиссию вошли первый комиссионер Джеймс Чарльз Прево, второй комиссионер Джордж Генри Ричардс и младший секретарь Уильям А. Дж. Янг; с американской — первый комиссионер Арчибальд Кэмпбелл, второй комиссионер Джон Парк и секретарь Уильям Дж. Уоррен. Две стороны провели несколько совместных заседаний в 1857 году в бухтах Эсквимолт и Нанаймо, а в промежутках между встречами обменивались письмами.
Вопрос о водном участке границы обсуждался с октября по декабрь. С самого начала Прево заявил, что текст договора говорит о проливе Розарио, и что именно его имели в виду разработчики, в то время как Кэмпбелл сказал то же самое про Харо. Прево утверждал, что пролив, соответствующий договору, должен удовлетворять трём требованиям: он должен отделять остров Ванкувер от материка, он должен идти в южном направлении и он должен быть судоходным. С его точки зрения, этим условиям удовлетворял лишь Розарио. Кэмпбелл на это ответил, что слова «в южном направлении» в договоре следует понимать в широком смысле, что Розарио отделяет не Ванкувер от материка, а острова Сан-Хуан от островов Лумми, Сипресс, Фидальго и других, и что про судоходность в договоре ничего сказано не было, но даже если учитывать ещё и это — то Харо шире и прямее, чем Розарио. Дискуссии продолжались до декабря, пока не стало ясно, что обе стороны стоят на своём. На встрече 3 декабря Прево предложил компромиссный вариант — провести границу по проливу Сан-Хуан, что отдало бы Соединённым Штатам все острова Сан-Хуан, кроме имевшего стратегическое положение острова Сан-Хуан, но это предложение было отвергнуто. Комиссия согласилась передать вопрос на усмотрение правительств, и водный участок границы остался неопределённым точно, допускающим двусмысленное толкование.
В возникшей спорной ситуации как США, так и Великобритания провозгласили свой суверенитет над островами Сан-Хуан. В этот период оспаривания статуса британская Компания Гудзонова залива начала деятельность на острове Сан-Хуан и превратила его в овцеферму. Тем временем в середине 1859 года на остров прибыло от 25 до 29 американских поселенцев.

## Инцидент со свиньёй
15 июня 1859 года, ровно через 13 лет после подписания Орегонского договора, американский фермер Лайман Катлер, поселившийся на острове Сан-Хуан в соответствии с законами США, обнаружил, что в его огороде роется большая чёрная свинья и ест его картошку. Это было уже не в первый раз, и разгневанный Катлер застрелил свинью. Оказалось, что убитая свинья принадлежала ирландцу Чарльзу Гриффину, управлявшему овцефермой Компании Гудзонова залива; у него было несколько свиней, и он им позволял свободно бродить где угодно. До этого инцидента обе стороны конфликта жили в мире. Катлер предложил Гриффину 10 долларов в качестве компенсации за свинью, но Гриффин потребовал 100. Тогда Катлер заявил, что вообще ничего не будет платить, так как свинья вторглась на его землю. Когда британские власти пригрозили арестовать Катлера, американский фермер обратился к своим властям за военной защитой.

## Военная эскалация
Командующий Орегонским военным округом бригадный генерал Уильям Харни изначально отправил на остров Сан-Хуан 66 солдат 9-го пехотного полка под командованием капитана Джорджа Пикетта с приказом не дать высадиться британцам. Опасаясь, что если американцев оставить без присмотра, то американские сквоттеры начнут заселять Сан-Хуан, англичане отправили туда три военных корабля под командованием капитана Джеффри Хорнби. Началась эскалация сил, и к 10 августа 1859 года 461 американский солдат с 14 орудиями под общим командованием полковника Сайласа Кейси противостояли пяти британским военным кораблям с 167 орудиями и 2140 людьми на борту.
Губернатор британской колонии Ванкувер Джеймс Дуглас приказал контр-адмиралу Роберту Бэйнсу высадить на острове морских пехотинцев и вышвырнуть оттуда американских солдат. Бэйнс отказался выполнять данный приказ, решив, что двум великим державам было бы глупо развязывать войну из-за какой-то свиньи. Командиры на местах с обеих сторон получили одинаковые приказы: защищаться в случае нападения, но ни в коем случае не стрелять первыми. В течение нескольких дней британские и американские солдаты обменивались оскорблениями, пытаясь спровоцировать друг друга, но дисциплина взяла своё, и выстрелов так и не прозвучало.

## Разрешение конфликта
Когда новости о кризисе достигли Вашингтона и Лондона, официальные лица обеих стран были шокированы и предприняли действия по разрядке потенциально взрывоопасной ситуации. В сентябре президент США Джеймс Бьюкенен отправил генерала Уинфилда Скотта для переговоров с губернатором Джеймсом Дугласом о путях разрешения кризиса. Скотту уже удалось уладить два пограничных конфликта между США и Великобританией в конце 1830-х, и президент надеялся, что он опять сумеет избавить страну от абсолютно ненужного ей в условиях надвигающейся гражданской войны военного конфликта. В октябре Скотт прибыл на Сан-Хуан и приступил к переговорам с Дугласом.
В результате переговоров стороны договорились сохранить совместную оккупацию острова Сан-Хуан до окончательного разрешения вопроса, но при этом уменьшить контингенты до численности, не превышающей 100 человек с каждой стороны. Британский лагерь разместился на северном конце острова у береговой линии (для лёгкости сообщения с островом Ванкувер), американский — на южном, на возвышенности, с которой можно было вести артиллерийский заградительный огонь по проливу.
Из-за начавшейся вскоре гражданской войны в США совместная оккупация затянулась на 12 лет. Во время войны местные власти подбивали Лондон аннексировать не только спорный участок, но и вообще целый регион, но официальные британские власти на это не пошли. В 1871 году Великобритания и США подписали Вашингтонский договор, в котором, помимо прочих вопросов, указывалось, что вопрос о проливе Сан-Хуан решит международный арбитраж. В качестве арбитра сторонами был избран германский кайзер Вильгельм I. Вильгельм передал вопрос на рассмотрение арбитражной комиссии из трёх человек, которая встречалась в Женеве почти год. 21 октября 1872 года комиссия решила вопрос в пользу Соединённых Штатов Америки: было принято американское предложение о границе по проливу Харо.
25 ноября 1872 года британские морские пехотинцы оставили остров, американские войска были выведены в июле 1874 года.
Канадское общество, и так недовольное итогами Орегонского договора, было возмущено тем, что Великобритания опять проигнорировала интересы Канады. В результате Канада стала стремиться к большей независимости в вопросах внешней политики.